# Megalania (genre)
Genre
Espèce
Megalania est un genre éteint de Varanidés. Ce varan d'environ 6 à 8 mètres de long à l'âge adulte ressemblait au dragon de Komodo. Il vivait en Australie durant le Pléistocène, il y a entre environ 1,5 million d'années et 40 000 ans. Il est probable que les premiers Aborigènes d'Australie les aient côtoyés. La seule espèce du genre est l'espèce Megalania prisca.

## Taxonomie

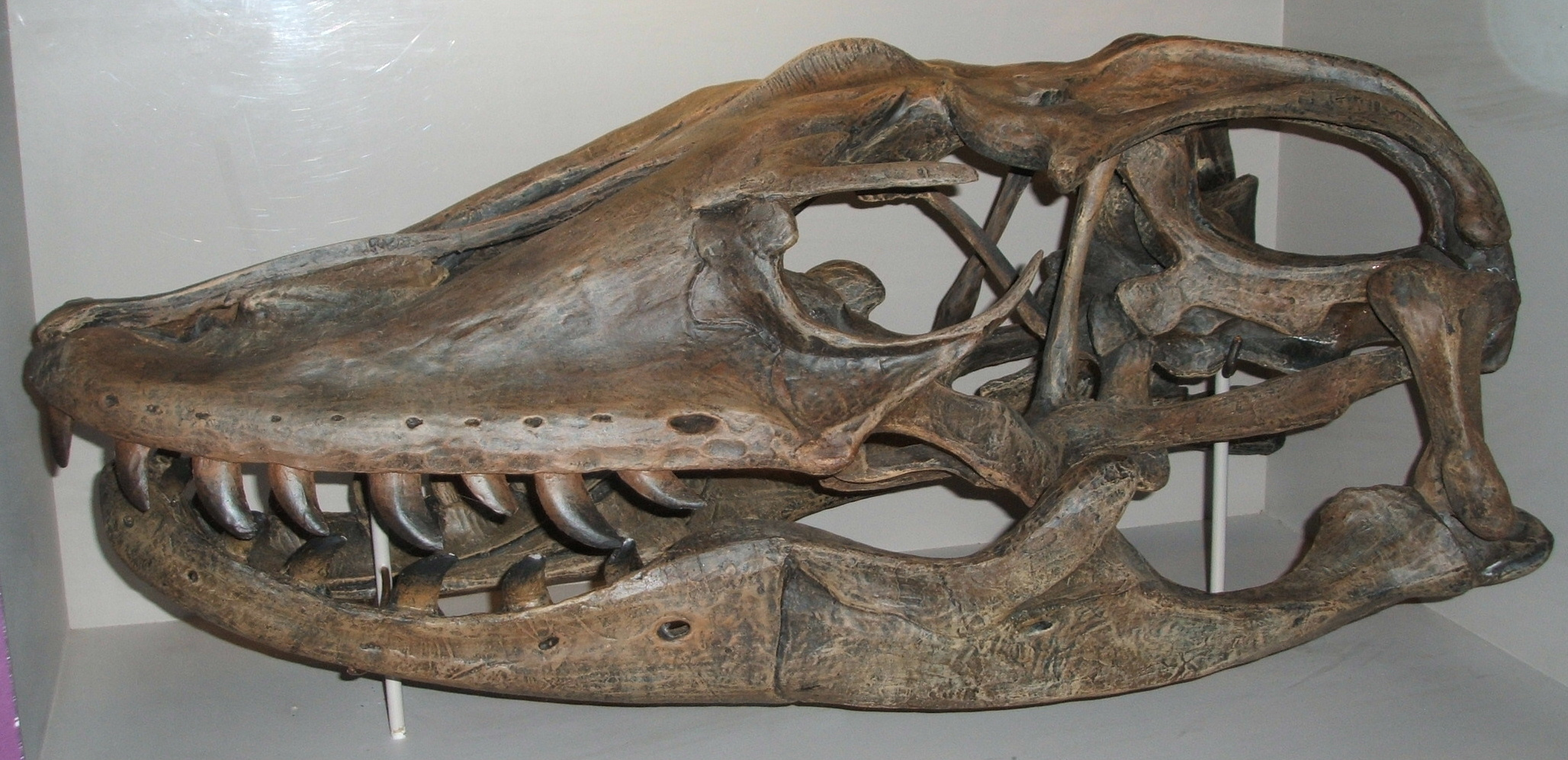
Crâne de Megalania prisca.

L'existence du genre Megalania est contestée par plusieurs auteurs, pour lesquels il s'agit d'un synonyme du genre Varanus, ce qui donne l'espèce Varanus priscus (notez la masculinisation du terme prisca, Varanus étant masculin alors que Megalania est féminin). Son nom entier signifie « ancien boucher géant ».

## Description

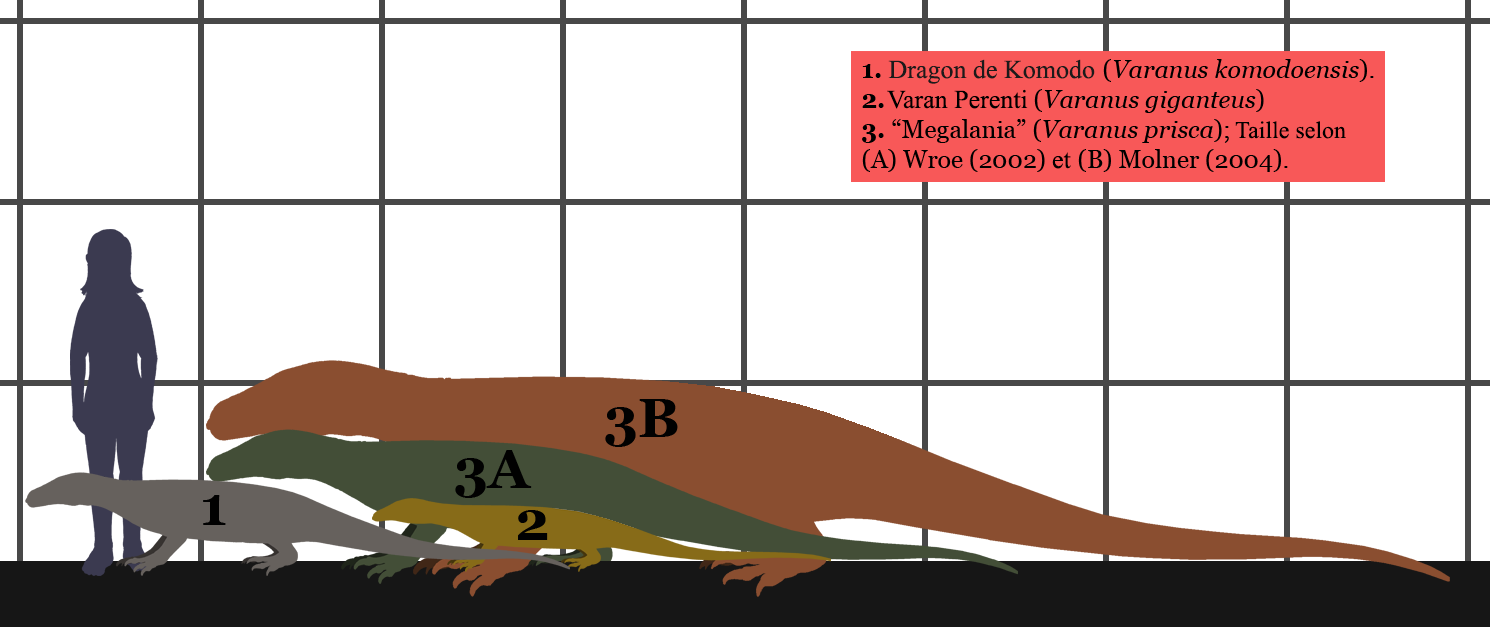
Taille de Megalania prisca comparée à celle d'autres Varanidés

Cet animal atteignait apparemment une longueur totale de 6 à 8 m à l'âge adulte et un poids maximal de 700 kg.